# Belaynesh Zemedkun
Belaynesh Zemedkun (Belaynesh Zemedkun Gebre; * 23. Dezember 1987 in Debre Berhan) ist eine äthiopische Langstreckenläuferin, die sich auf Straßenläufe spezialisiert hat.
Beim Juniorinnenrennen der Crosslauf-Weltmeisterschaften gewann sie als jeweils Fünfte 2005 in Saint-Galmier und 2006 in Fukuoka Silber mit der äthiopischen Mannschaft.
2009 gewann sie den Naples-Halbmarathon, den Hospital Hill Run, den America’s Finest City Half Marathon, den San-José-Halbmarathon und den Boston-Halbmarathon.
2010 wurde sie Zweite beim Crescent City Classic und Dritte beim Boilermaker 15K, verteidigte ihren Titel beim America’s Finest City Half Marathon und gewann zum Saisonabschluss den Big Sur-Halbmarathon und den Honolulu-Marathon. Im Jahr darauf stellte sie beim Naples-Halbmarathon einen Streckenrekord auf, wurde Vierte beim Houston-Marathon, Zweite beim Prag-Halbmarathon, Dritte beim Crescent City Classic sowie beim Prag-Marathon und Vierte beim Chicago-Marathon. 
2012 folgte einem dritten Platz beim Halbmarathonbewerb des Houston-Marathons ein zweiter beim Nagano-Marathon.

## Persönliche Bestzeiten
- 1500 m: 4:14,37 min, 22. April 2006, Alicante
- 3000 m: 9:00,34 min, 13. Mai 2005, Doha
- 10-km-Straßenlauf: 31:58 min, 23. April 2011, New Orleans
- Halbmarathon: 1:08:51 h, 15. Januar 2012, Houston
- Marathon: 2:26:17 h, 9. Oktober 2011, Chicago